# Diaparsis
Diaparsis är ett släkte av steklar som beskrevs av Förster 1869. Diaparsis ingår i familjen brokparasitsteklar.

## Dottertaxa tillDiaparsis, i alfabetisk ordning[1][2]
- Diaparsis americana
- Diaparsis aperta
- Diaparsis baikovae
- Diaparsis baldufi
- Diaparsis basalis
- Diaparsis carinifer
- Diaparsis caudata
- Diaparsis clavata
- Diaparsis clypeata
- Diaparsis convexa
- Diaparsis denticauda
- Diaparsis ecarinata
- Diaparsis egregia
- Diaparsis erythrostoma
- Diaparsis evanescens
- Diaparsis flaventis
- Diaparsis frontella
- Diaparsis hyperae
- Diaparsis improvisator
- Diaparsis jucunda
- Diaparsis juncuda
- Diaparsis manukyani
- Diaparsis mendeleevi
- Diaparsis metacarpator
- Diaparsis minquanensis
- Diaparsis minutissima
- Diaparsis moesta
- Diaparsis multiplicator
- Diaparsis neoplicator
- Diaparsis nikami
- Diaparsis niphadoctona
- Diaparsis nitida
- Diaparsis nutritor
- Diaparsis parabasalis
- Diaparsis platyura
- Diaparsis punctipleuris
- Diaparsis rara
- Diaparsis sanctijohanni
- Diaparsis stramineipes
- Diaparsis temporalis
- Diaparsis truncata
- Diaparsis ultimator
- Diaparsis ussuriensis
- Diaparsis valvator